# Château d'Áptera
Le château d'Áptera (grec moderne : Κάστρο Απτέρων), également connu sous le nom de forteresse d'Áptera (Φρούριο Απτέρων), ainsi que sous le nom de tour d'Áptera (Κούλες Απτέρας) ou tour de Soúmpasis (Κούλες Σούμπαση), est un château situé à proximité du village d'Áptera, sur l'île de Crète, en Grèce,.

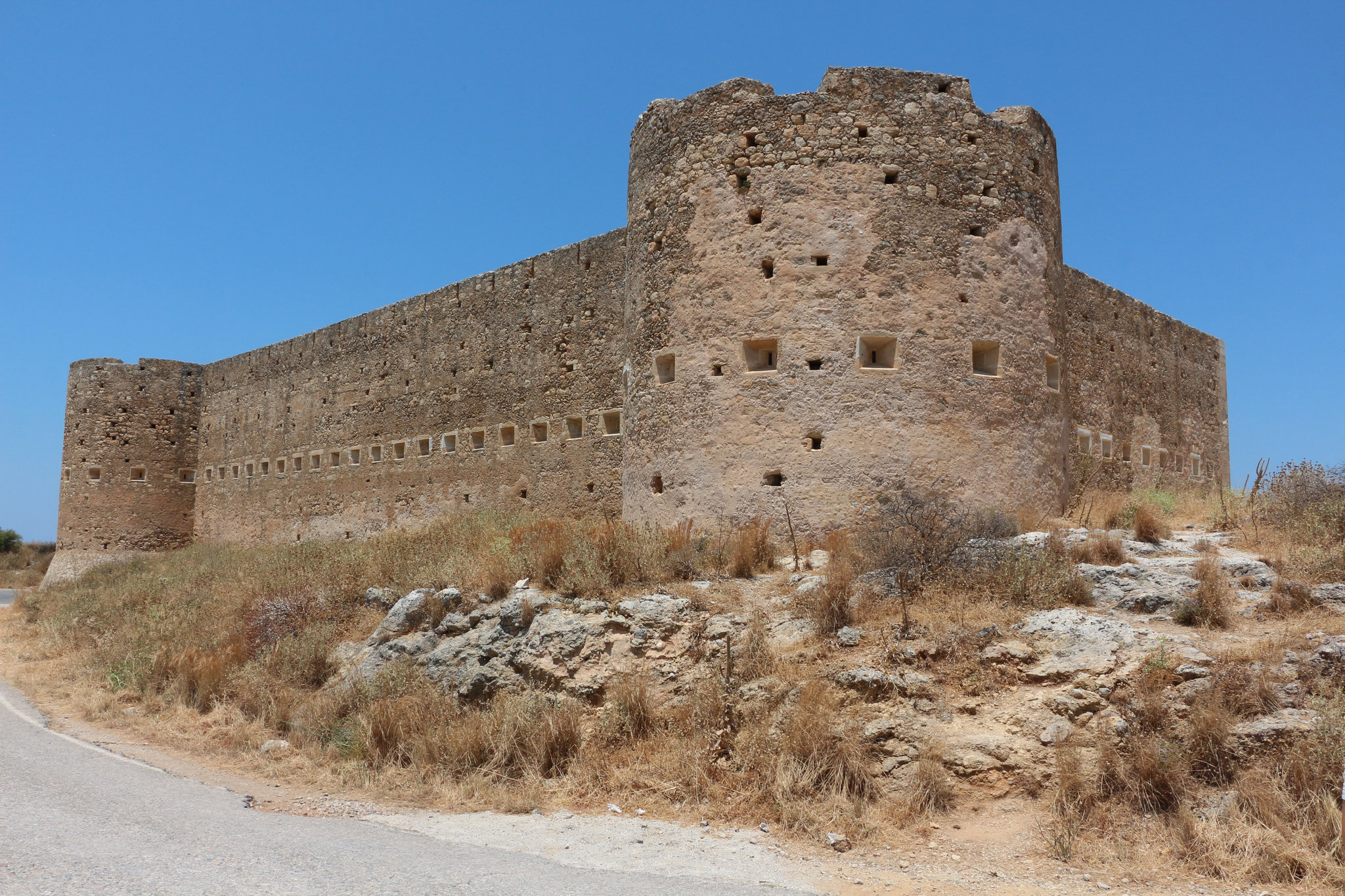
Vue extérieure du château d'Áptera.

Le château est construit au cours de la période ottomane, plus précisément entre 1867 et 1868, peu de temps après l'insurrection crétoise de 1866. Il est érigé sous les ordres de Hüseyin Avni Pacha, gouverneur de l'île de Crète à l'époque. Le but de la construction du château est de surveiller la vallée d'Apokóronas, une importante voie d'accès depuis l'est de l'île vers la ville de La Canée, ainsi que de soutenir la forteresse d'Izzeddin, située à proximité. Après la période ottomane, le château sert d'école pour le compte du village de Megála Choráfia, aujourd'hui connu sous le nom d'Áptera,.
Le château est situé entre le site archéologique antique d'Aptera et la forteresse d'Izzeddin, à proximité des rives de la baie de Soúda, à une douzaine de kilomètres à l'est de la ville de La Canée. Construit sur une colline à une hauteur d'environ 170 mètres au-dessus du niveau de la mer, le château est en forme de Π, ouvert sur le côté nord, doté de deux tours circulaires, l'une située dans l'angle sud-est et l'autre dans l'angle sud-ouest. En son centre est située une cour centrale. La porte d'entrée principale est située à l'est. Le château est en bonne condition de préservation en raison de sa relative jeunesse, ainsi que du fait qu'il reste peu utilisé lors des grandes batailles,.